# Zlatenščica
Zlatenščica je 5 km dolg potok v Posavskem hribovju, ki izvira južno od Češnjic pod Vrhom nad Krašnjo na nadmorski višini 640 m. Teče skozi vas Zlatenek pri Blagovici in se na nadmorski višini 400 m izliva v reko Radomljo, ta pa v Račo in v Kamniško Bistrico. Pritoka Zlatenščice sta Jelniščica in Jasnarica. 
Zgornji in srednji del njenega toka je v smeri zahod - vzhod; v smeri Posavskih gub, pri Zlatenku se obrne in spodnji tok nadaljuje proti jugu.  